# Arimidelphis sorbinii
L'arimidelfo (Arimidelphis sorbinii) è un cetaceo estinto, vissuto nel Pliocene superiore (circa 3 milioni di anni fa) in Italia centrale.

## Descrizione
Questo cetaceo possedeva un corpo allungato e snello, tipico dei delfini, lungo circa tre metri. Il cranio possedeva un rostro piuttosto corto, simile a quello dell'odierna orca (Orcinus orca) o dell'estinto Hemisyntrachelus. La dentatura era costituita da forti denti conici appuntiti, mentre la mandibola era dotata di un'elevata cresta coronoide, che indicava la presenza di forti muscoli.

## Classificazione
Un tempo erroneamente classificato come un delfino del genere Tursiops, l'esemplare tipo di questo animale è stato in seguito ridescritto: le ossa conservate mostrano una notevole affinità con l'attuale orca, e presumibilmente Arimidelphis faceva parte della sottofamiglia Orcininae, all'interno della famiglia Delphinidae. Come Hemisyntrachelus, anche Arimidelphis testimonia l'alta radiazione di delfini nel Pliocene del Mediterraneo, probabilmente in relazione a una ricolonizzazione di questo bacino in seguito alla crisi di salinità del Messiniano.